# THEO
THEO는 뉴 프론티어 계획에 제안된 엔셀라두스 탐사선이다. 목적은 엔셀라두스의 남극 수증기를 채취해 생명체 존재 가능성을 탐사하는 것이다. 특이사항으로는 전미 연구 위원회의 주제이기도 했다.

## 역사와 제작배경
2008년, 카시니 하위헌스가 엔셀라두스 간헐천에서 유기물을 발견했다. 그리고 간헐천 성분 중 소금도 발견했다. 또한 지하 바다의 존재가 밝혀지자 엔셀라두스에 대한 관심도 높아졌다. 이후 2015년, JPL 소속의 팀인 TeamX에서 탐사 개념이 만들어지고 뉴 프론티어 계획에 제안되었으나, 최종 후보에 발도 들이지 못하고 취소되었다.

## 발사
2024년 발사가 계획되었으나, 취소되어 무산되었다.

## 지원, 개발, 투자
- NASA
- JPL

## 같이 보기
- 생명의 기원
- 우주생물학
- 엔셀라두스 탐사선
- 엔셀라두스 생명체 탐사선
- ELSAH
- 유로파 클리퍼
- 엔셀라두스 및 타이탄 탐사선
- JET (우주선)
- LIFE (우주선)